# Amaxia ockendeni
Amaxia ockendeni là một loài bướm đêm thuộc phân họ Arctiinae, họ Erebidae.